# 巴拿族
巴拿族，巴拿族為越南的一支少數民族，人口約為227,716人，分布在越南的中南部，使用的語言為巴拿語，越南語為第二語言，信仰則大部分為傳統宗教。傳統上是一個母系為主的農業社會，主要的生產方式為游耕，且音樂方面的造詣十分出色獨特，是一支以音樂文化為名的少數民族。

## 民族分佈、人口與語言

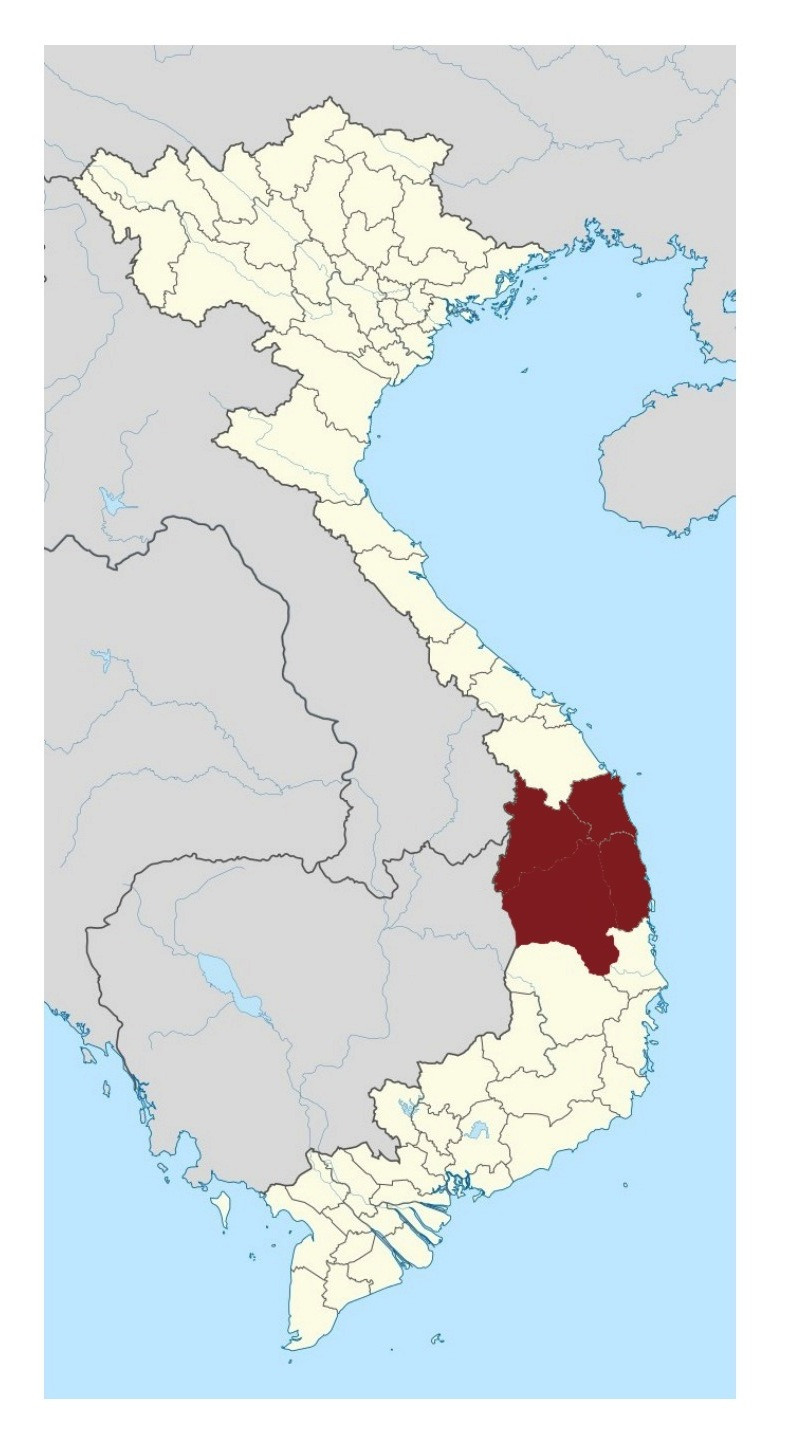
巴拿族民族分布圖

### 民族分布
巴拿族主要居住於越南的中央高地地區的嘉萊省、崑嵩省，也有少部分族民居住在沿海的南中部地區的平定省、富安省。

### 人口
巴拿族為越南官方承認的54個民族之一，其民族的人口在1999年人口普查時為174,456，到了2009年則為227,716。

### 語言
主要使用的語言為傳統語言巴拿語(Bahnar)，屬於南亞語系孟高棉語族巴拿語支，擁有九個元音，同時也有長元音和短元音，為一開發中的語言。越南語為其民族的第二語言。

## 地理環境

### 位置
越南位在中南半島的東部，西邊與寮國及柬埔寨接壤，北鄰中國，東邊則是南海。巴拿族的主要居住地中央高地是由中國橫斷山脈向南延伸而來，為中南半島南部的至高點，其在戰略上的價值極高，是整個越南及中南半島南部的要害。而位在北方紅河三角洲及南方湄公河三角洲之間的中南沿海地區，地形狹長而平坦，土壤肥沃而濕潤，適合種稻。

### 氣候
整個越南都位在北回歸線及赤道之間，屬於熱帶季風氣候，年平均濕度高達84%，降雨量多但主要集中在夏季，然而受到緯度和地形顯著的差異，各區域的氣候仍有相當大的不同。冬季時，季風從東北方沿著中國海岸吹來，趕走了許多濕氣，使得冬季相比雨季、夏季較為乾燥。五月到十月，夏季季風從沿海吹來，為越南帶來了豐沛的雨量。在巴拿族所居住的區域中，中南沿海地區的年溫差極大，冬季可低達四、五度，夏季則可高達將近四十度；而中央高地地區氣溫變化則較為平緩，冬季夏季氣溫變化不大，此便是受到地形所影響。

## 歷史沿革

### 巴拿族的分支
巴拿族之中也分出了許多各自擁有不同名稱的小聚落，但他們都有著對於族群起源的共識（也就是巴拿族），這使他們能擁有更為豐富多彩的文化。巴拿族人稱自己為 Bahnar，代表居住在小河邊淺灘的人們，而巴拿族之下其他的小聚落如 To Lo、Go Lar、Krem 等，其命名方式都和其居民居住地的特色有關，即使風俗文化並無相異，他們常常會因為居住地特色的差異而有著不同的名稱。

### 起源與歷史
巴拿族的起源並沒有非常詳細的記載，根據研究，一群原本居住於南太平洋的島嶼上的人們率先進入了安南山脈，不久後，印尼的住民們也從西方進入了此區域，為了爭奪地盤，他們產生了爭執及小型的戰爭，接著，一些人們便搬進了中央高地，而這群人中就包括了巴拿族的祖先。在十世紀以前，巴拿族人們過著封閉且和平的生活，較少與外界接觸，而在西元1150年到1470年之間將近三百餘年，巴拿族和一些居住於中央高地的族群們受到了占婆帝國的統治。在1471年時，黎聖宗攻破了占城，將巴拿族從占婆的統治中解放。在接下來的幾個世紀中，巴拿族多多少少持續地受到寮國與泰國的影響。在1771年，巴拿族居住的地區被阮岳、阮侶及阮惠三兄弟當成反抗阮朝的第一線基地，他們的行動也吸引了許多巴拿族人。從西元1954年到1975年，許多巴拿族居住的地區都受到了越戰美軍的影響而革命。一直到越戰結束後，巴拿族才偕同越南所有的少數民族開始發展傳統的文化及價值，以建構更好的未來。

## 社會、家庭與婚姻

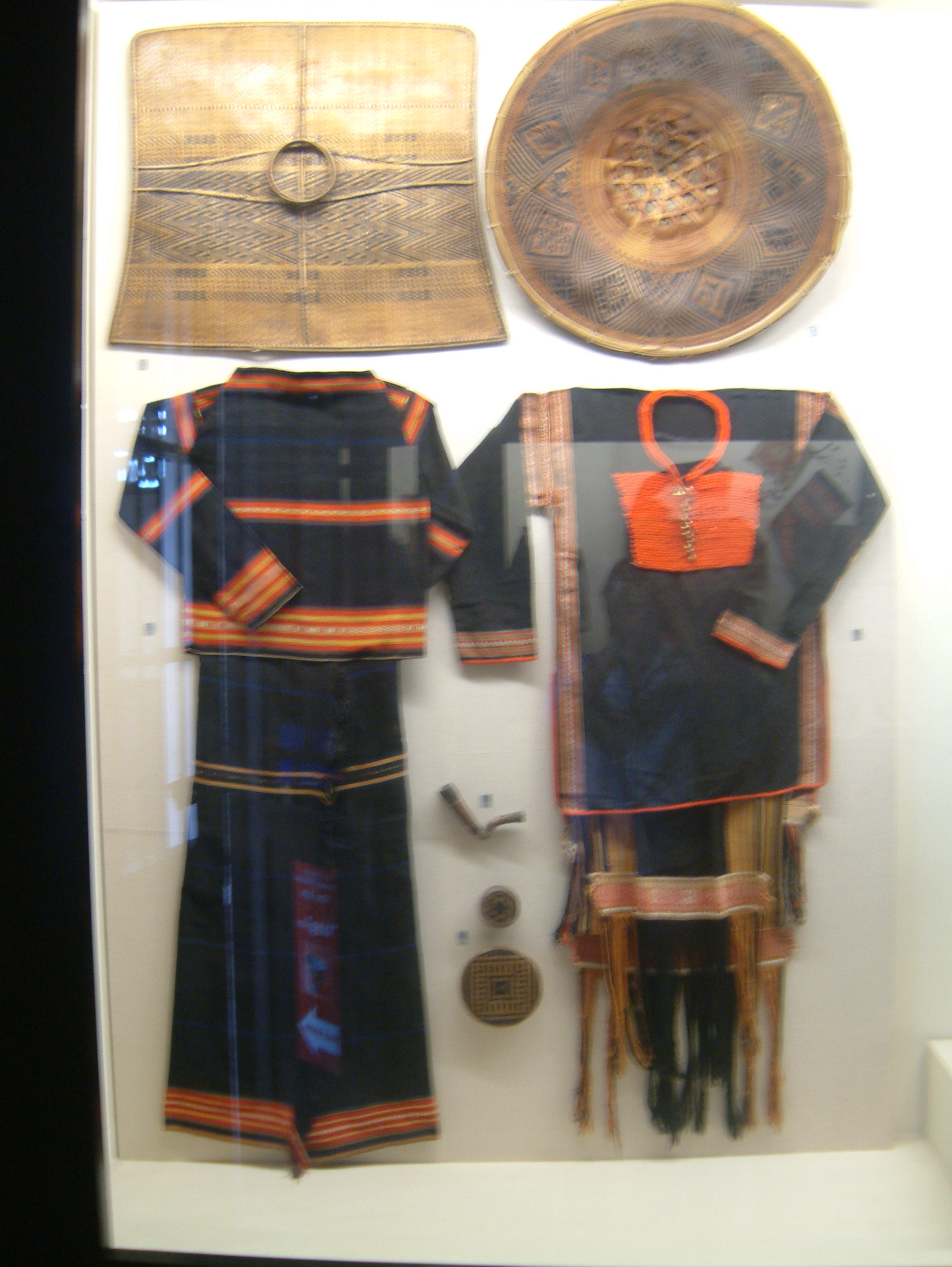
巴拿族傳統服飾

### 社會
就算到了現代，我們依舊能看到母系社會的特色存留在巴拿族的社會中，像是家庭關係、血緣系統、和婚姻等，儘管現在男女平權的運動十分普及，但巴拿族的社會仍然是較以女性為中心的，例如，在結婚後，新郎會先待在女方的家一段時間，甚至就一直住在女方的家裡，由此可見在他們的社會中傳統習慣是戰勝現代觀念的，且社會對於富人、窮人以及僕人等不同階級的人種是有不同的社會習慣的。

### 婚姻
巴拿族為一夫一妻制，隨著新觀念的傳入，男女方結婚後搬離原本居住的地方的情況也越來越普及，現在有許多的巴拿人是先居住在女方家裡，而一段時間後他們便搬到另建新居，成為社會上的新元素。

### 傳統教育
巴拿族年輕人學習的地方村落的公社，而老師則是村中年長的族人，教學的內容包括了武術、工作的訓練、戰鬥的技巧、以及最重要的社會上的價值觀和習慣。

## 產業與生活

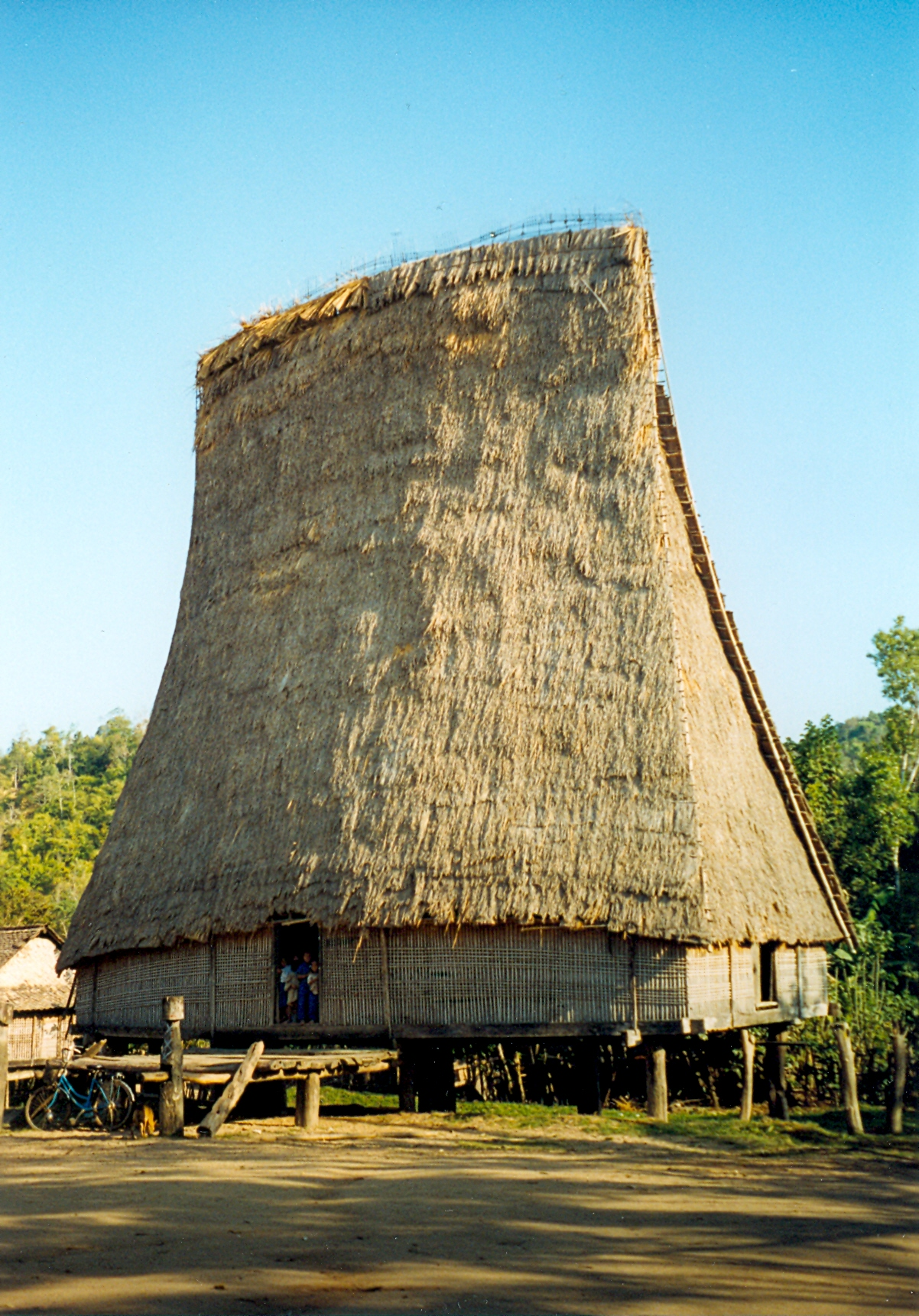
巴拿族房屋

### 生產
巴拿人的主要農業型態為游耕，在雨季來臨時，他們會將家園附近的叢林燒毀，並種入作物的種子。他們的主要作物為稻米，根據他們的傳統，在以前他們是沒有水牛或是肥料的，收採稻米時都是靠雙手。到了今天，已有許多地方像越南人學習新技術和加工，將主要的種植作物轉換成了水稻和經濟作物。除了農業之外，巴拿人也會從事像是牧業、手工藝品、打獵和採集等活動來與他族進行交易。僅次於農業，牧業是巴拿人第二重要的生產方式，透過放牧牛、豬、羊、狗、雞等動物來獲得產品，但因為是透過放牧而不是集體豢養，所以生產力會較低。牧業生產而出的產品大多為交易或儀式用途，很少會當成自己的食物，更不會當成肥料。巴拿人所從事的手工藝包括編織、織布及鍛造，編織是巴拿族男性必須學會的技能之一，一個男性不會編織在巴拿族是找不到伴侶的，由巴拿人所編織的產品皆以耐用及美觀出名，其產品包含處理米的用具、捕魚的工具等日常生活中所使用的各種器具。織布則是所有巴拿族女性都必須學會的技能，他們透過印尼的織布機縫製衣服，並在衣服上縫製出各種圖案，同樣地，他們的衣服也以美觀及耐用為名。在以前，每個巴拿族的村莊都有一到兩個鐵匠，主要的工作就是修補武器、農耕用具和日常生活的器具，他們在村中的地位都相當重高，工作時間通常是在耕作結束後的一個月。

### 交易行為
由於巴拿族通常居住在叢林中，與外界接觸不多，因此他們交易的能力並沒有非常先進步，以物易物是他們最常見的交易方式，藉由非常原始的測量單位像是手肘、手臂、臂展等來計算商品價值，或是直接交換等值的商品，像是水牛、豬等，在傳統的交易行為中，他們有些人擔任的是中介者，但並沒有商人。打獵和採集也是巴拿人非常重要的活動之一，打獵時所用的主要武器為長矛和十字弩，在集體打獵時，他們會帶上狗做為幫手，單獨打獵時則多用陷阱和矛做為打獵的工具。漁獵能夠帶來比打獵更多的食物資源，漁獵所用的主要工具有鱼簍、魚網和魚竿等。而在結束耕種的回家路上，巴拿族女性和小孩會採集昆蟲、蔬菜、竹筍、蘑菇和水果等。

### 生活
巴拿族喜歡在小河旁的空地建立村落，在一般的巴拿族村落中，村落的中央，有一間公有的房子，也就是公社，圍繞著它的是許多家庭的房子，且所有的房子通常都是面像河流、背像山脈，穀倉則散落在村落中的各個角落。為了防止野獸的侵襲和陌生人的入侵，村民們居住的區域會被竹柵欄包圍。緊接在村落旁的是公共的用水區和墓園，由於太陽西下的原因，墓園通常位於村落的西邊，公共的用水區則沒有特別的位置。巴拿族的房子為架高式建築，房子的地板大約比平地高了半公尺到兩公尺，其建築的材料為茅草、竹子和樹葉。在傳統上，只有有勢力的大家庭房子裡才會有許多小隔間，供家庭的成員使用，但到了現在，三到四個小隔間的房子在所有家庭中都非常流行。一棟房子通常有四個茅草屋頂、一個大門和兩個小門，小門上都有個木製ｖ型的符號作為裝飾，而大門則有著木製的門檻，門都是由竹子編織而成的。

## 信仰與習俗

### 信仰與宗教
由於自古與外界較為封閉，巴拿族人的主要信仰基本上為傳統信仰，但隨著西方文化的傳入，也有部分的人改信基督教。

### 節慶和音樂
對於巴拿族人心靈上的生活來說，節日是一個相當有特色且不可缺少的公共活動之一。一般來說，節日是由一個村落和附近村落的所有村民共同參加的，且這接節日通常都會伴隨著崇拜神的儀式，這些儀式包含牲畜祭祀、樂器演奏等，然而巴拿族的節日通常都被稱做水牛屠宰的節日或是銅鑼演奏的節日。想要更加認識巴拿族的節日，就不可不提到巴拿族的音樂及樂器，巴拿族是一個熱愛音樂的民族，且他們在音樂方面也有過人的天賦才能，巴拿族的樂器十分豐富多樣，主要可以分為四個種類：弦樂器、管樂器、膜質樂器、體鳴樂器。弦樂器是由竹子的斷片連接在乾的葫蘆上以及許多金屬弦所組成；管樂器是透過嘴或是拍手來演奏；膜質樂器是兩個小型鼓接在一個大型鼓的兩旁，且由村落的長老在儀式時演奏；而體鳴樂器是透過敲擊或是風力水力來發聲。

### 儀式和祭典
巴拿族有許多不同的節日用來祈求豐收的：公社的開幕式、慶祝勝利、遺棄墳墓的祭典、祈雨祭等，這些節日都舉行於當地年曆的第十二個月到第四個月，也就是豐收之前的閒暇時間，而在節日開始之前，村里的男性和女性都會被分派到任務，強壯的男性會去叢林中蒐集竹子和藤，年輕的女性則準備米、柴火和食物，每一個家庭都有責任要提供米、酒、雞和豬，而儀式用的水牛則通常是由較為富有的家庭所捐贈。這些節日是在公社舉行，儀式通常是在早晨執行，村民宰殺完水牛之後會將他的肝臟、血和頭放在祭壇上，然後村中的長老會代表全村像神民祈求平安、財富和繁榮，而禱告的禱文通常包含神的名字以及村落所祈求的事情。儀式結束後，節日就開始了，通常會持續到傍晚，有時甚至會到隔天。在節日中，銅鑼的表演永遠是表演的最高潮，且都會吸引數千名觀眾，在銅鑼的表演中，有四群跳舞的團體，兩群男性兩群女性，表演時，音樂演奏者和舞者都會穿上他們最好的衣服，且所有的表演者會圍繞著屠宰水牛的祭壇形成一個半圓，跟隨著銅鑼的節奏，由東向西起舞。

## 藝術與文學

### 音樂及舞蹈
上面的部分有提到，巴拿族的樂器種類十分地多樣，在音樂上也有過人的才能，因此巴拿族的傳統民謠也十分豐富，而其中最有名的兩首分別叫做 hmon 和 roi 。傳統的舞蹈在巴拿族的社會裡也非常地流行，大部分的舞蹈表演都是在儀式性的場合及季節性的節日上所出現。巴拿族的長詩和傳說是相當獨特的，且這些作品是越南文化遺產中非常重要的一部分。

## 現況

### 現況
巴拿族現在主要的居住地還是在越南的中南部，嘉萊省、崑嵩省、平定省和富安省，但因為交通的發展，各地的交流越來越多，也有一些巴拿族的族人離開原本的居住地往城市發展。也因為現代科技及觀念的傳入，巴拿族人只有在特別的場合像是婚禮、遺棄墳墓的祭典、屠宰水牛的祭典等傳統的儀式性場合及節日才會穿著傳統服裝。

### 著名人士
- 丁纳 ，一位帶領巴拿族人戰勝法國殖民政權的英雄。
- 乍·多，女英雄，西山朝泰德帝阮岳的妻子。
- 休·布莱克 (歌手) ，流行音樂歌手。